# 벤 코베트

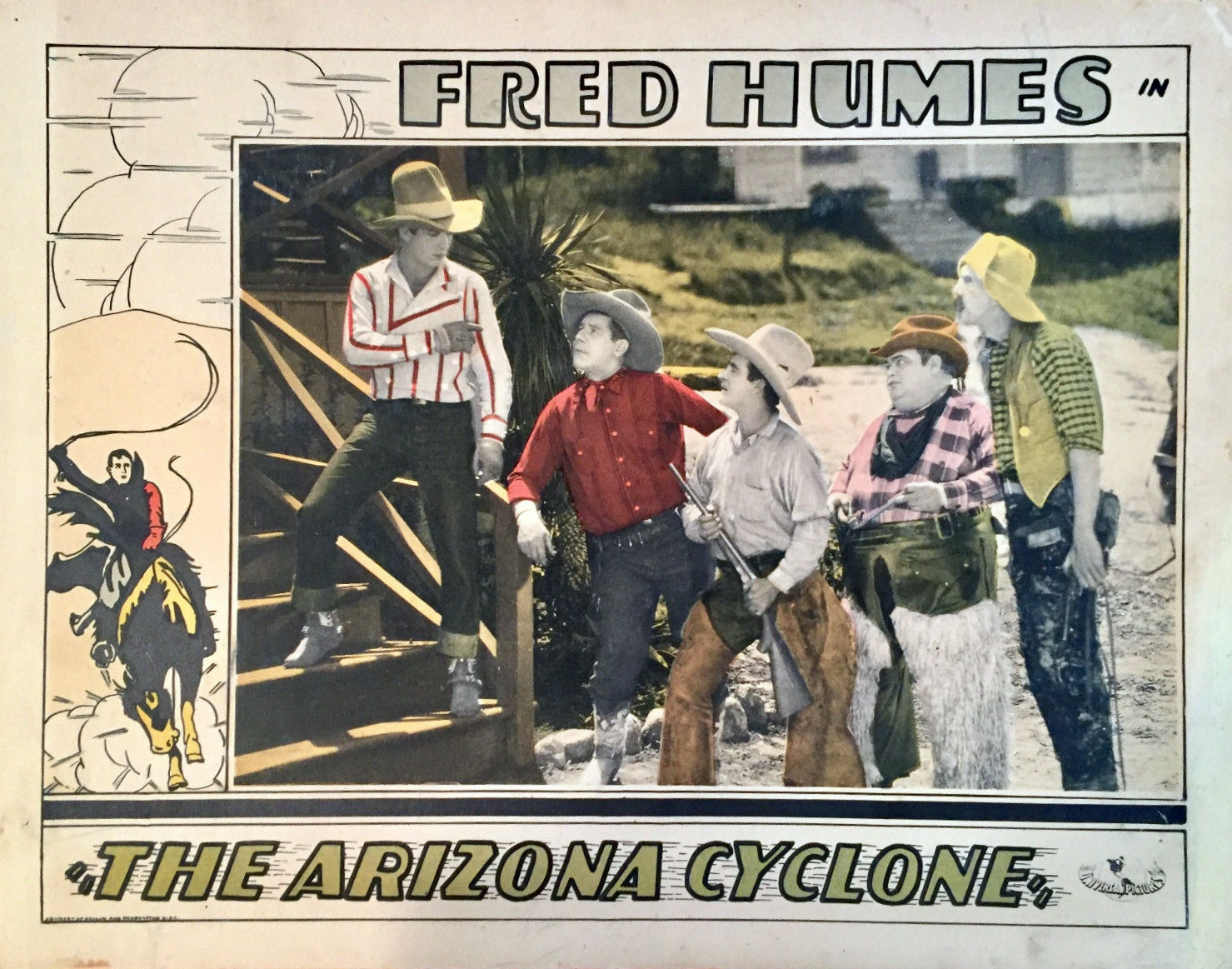

벤 코베트(Ben Corbett, 1892년 2월 6일 ~ 1961년 5월 19일)는 미국의 배우, 영화배우이다.
할리우드에서 사망하였다.

## 영화
- 버지니아 시티 (1940년) - 바플라이 역
- 라스트 라운드업 (1934년)
- 리오 리타 (1929년)
- 보더 캐벌리어 (1927년)